# 268ª Squadriglia
La 268ª Squadriglia fu un reparto attivo nel Corpo Aeronautico del Regio Esercito (Prima guerra mondiale).

## Storia
Nel gennaio 1918 la Sezione FBA in attesa del termine dei lavori all'idroscalo è nei giardini pubblici di Rapallo al comando del Tenente Enrico Maccario che dispone di altri 4 piloti e 9 FBA Type H.
In aprile nasce una Sezione Sopwith al comando del Ten. Francesco Marini (futuro Generale della Regia Aeronautica, Comandante dell'Aviazione ausiliaria per la Marina nella seconda guerra mondiale) sugli Ansaldo Sopwith Baby.
In maggio la 268ª Squadriglia dispone di 10 FBA ed alla fine della guerra di 7 FBA e 4 Ansaldo Sopwith.
Nel conflitto ha svolto 841 missioni e viene sciolta nell'aprile 1919.